# Наближення формочки для випікання мафінів
Наближення формочки для випікання мафінів — форма потенціалу, що широко використовується в квантовомеханічних розрахунках електронної структури твердих тіл. Його запропонував у 1930-х Джон Слейтер. У цьому наближення потенціал вважається сферично симетричним навколо атомних остовів і сталим у міжвузловому прострі. Хвильові функції знаходяться зшивкою розв'язків рівняння Шредінгера на границі кожної зі сфер. Лінійна комбінація цих розв'язків дає загальний розв'язок, який знаходять варіаційно. Це наближення використовують багато сучасних методів розрахунку зонної структури Серед них метод доповнених плоских хвиль (APW), метод лінійних орбіталей формочки для мафінів (LMTO) та різні методи з використанням функцій Гріна. Одне із застосувань — метод, розроблений Коррінгою (1947), Коном та Ростокером (1954), який називають методом ККР. Цей метод було пристосовано для розрахунків невпорядкованих матеріалів, у яких його називають наближенням когерентного потенціалу ККР.
У найпростішій формі кожен атом апроксимується сферою, усередині якої електрон відчуває екранований потенціал. У проміжку між цими сферами потенціал вважається сталим. Неперервність потенціалу на границі між областями нав'язується.
У міжвузловому просторі зі сталим потенціалом хвильові функції електронів записуються як суперпозиція плоских хвиль. В області остовів хвильова функція може бути записана як комбінація сферичних гармонік та радіальних функцій, що є власними функціями рівняння Шредінгера. Таке використання базису, відмінного від плоских хвиль називають підходом збагачених плоских хвиль. Існує багато різновидів цього підходу. Він дозволяє ефективно відтворити хвильову функцію в околі атомного остову, там, де вона може швидко мінятися, а тому плоскі хвилі були б поганим вибором з огляду на збіжність у ситуації, коли не використовуються псевдопотенціали.

## Виноски
1. ↑  
Duan, Feng; Guojun, Jin (2005). Introduction to Condensed Matter Physics. Т. 1. Singapore: World Scientific. ISBN 978-981-238-711-0.
2. 1 2  
Slater, J. C. (1937). Wave Functions in a Periodic Potential. Physical Review. 51 (10): 846—851. Bibcode:1937PhRv...51..846S. doi:10.1103/PhysRev.51.846.
3. ↑  
Kaoru Ohno, Keivan Esfarjani, Yoshiyuki (1999). Computational Materials Science. Springer. с. 52. ISBN 3-540-63961-6.
4. ↑  
Vitos, Levente (2007). Computational Quantum Mechanics for Materials Engineers: The EMTO Method and Applications. Springer-Verlag. с. 7. ISBN 978-1-84628-950-7.
5. ↑  
Richard P Martin (2004). Electronic Structure: Basic Theory and Applications. Cambridge University Press. с. 313 ff. ISBN 0-521-78285-6.
6. ↑  
U Mizutani (2001). Introduction to the Theory of Metals. Cambridge University Press. с. 211. ISBN 0-521-58709-3.
7. ↑  
Joginder Singh Galsin (2001). Appendix C. Impurity Scattering in Metal Alloys. Springer. ISBN 0-306-46574-4.
8. ↑  
Kuon Inoue; Kazuo Ohtaka (2004). Photonic Crystals. Springer. с. 66. ISBN 3-540-20559-4.
9. ↑  I Turek, J Kudrnovsky & V Drchal (2000). Disordered Alloys and Their Surfaces: The Coherent Potential Approximation. У Hugues Dreyssé (ред.). Electronic Structure and Physical Properties of Solids. Springer. с. 349. ISBN 3-540-67238-9.
10. ↑  
Slater, J. C. (1937). An Augmented Plane Wave Method for the Periodic Potential Problem. Physical Review. 92 (3): 603—608. Bibcode:1953PhRv...92..603S. doi:10.1103/PhysRev.92.603.